# Ибараки (посёлок)
Ибараки (яп. 茨城町 Ибараки-мати) — посёлок в Японии, находящийся в уезде Хигасиибараки префектуры Ибараки. Площадь посёлка составляет 121,64 км², население — 33 169 человек (1 августа 2014), плотность населения — 272,68 чел./км².

## Географическое положение
Посёлок расположен на острове Хонсю в префектуре Ибараки региона Канто. С ним граничат города Мито, Омитама, Касама, Хокота и посёлок Оараи.

## Население
Население посёлка составляет 33 169 человек (1 августа 2014), а плотность — 272,68 чел./км². Изменение численности населения с 1980 по 2005 годы:
| 1980 | 32 901 чел. |  |
| 1985 | 35 158 чел. |  |
| 1990 | 35 651 чел. |  |
| 1995 | 35 741 чел. |  |
| 2000 | 35 296 чел. |  |
| 2005 | 35 008 чел. |  |

## Символика
Деревом посёлка считается слива японская, цветком — цветок сакуры, птицей — Cettia diphone.